# Estel fugaç baixista
Un Estel fugaç baixista (en anglès: Bearish Shooting Star) és un patró d'espelmes japoneses format per dues espelmes que indica un possible final i canvi de tendència alcista; rep aquesta denominació perquè l'espelma tindrà una forma "similar" a la d'un estel fugaç caient cap a terra. Té les mateixes implicacions que la Làpida baixista.

## Criteri de reconeixement
1. La tendència prèvia és alcista.
2. Es forma una 1a espelma blanca amb tancament proper al high.
3. L'endemà els preus obren amb gap alcista (encara que no sempre passa així)
4. Es forma una 2a espelma que té una molt llarga ombra superior, com a mínim el doble que el cos, que és la part rellevant
5. Aquesta 2a espelma no té (o és mínima) ombra inferior, i el cos format pot ser blanc o negre.

## Explicació
L'estel fugaç té implicacions baixistes perquè després d'una tendència alcista el mercat ha obert amb un gap a l'alça i els preus han continuat la seva tendència alcista, però arribats a un punt de resistència la força dels alcista es veu àmpliament superada pels baixistes. Els bears tenen tanta força que aconsegueixen que la jornada tanqui a prop del preu d'obertura (cos blanc), o inclús per sota del preu d'obertura (cos negre). L'estel fugaç baixista vindria a representar un estel que cau cap a terra senyalant el nou sentit baixista de la tendència.

## Factors importants
L'Estel fugaç baixista té una fiabilitat inferior a la Làpida baixista i a l'Estel vespertí baixista. Quan més llarg sigui l'ombra superior més evidència de la força dels bears. Es recomana esperar a la confirmació l'endemà en forma gap baixita, o sinó en forma d'espelma negra amb tancament inferior, per a determinar la força dels bears. Si no n'hi ha, visualitza on hi ha la resistència i on es dispara la pressió venedora.